# Орланд (Каліфорнія)
Орланд (англ. Orland) — місто (англ. city) в США, в окрузі Гленн штату Каліфорнія. Населення — 8298 осіб (2020).

## Географія
Орланд розташований за координатами 39°44′47″ пн. ш. 122°11′7″ зх. д. / 39.74639° пн. ш. 122.18528° зх. д. (39.746301, -122.185375).  За даними Бюро перепису населення США в 2010 році місто мало площу 7,70 км², уся площа — суходіл.

### Клімат
| Клімат : Орланд         | Клімат : Орланд | Клімат : Орланд | Клімат : Орланд | Клімат : Орланд | Клімат : Орланд | Клімат : Орланд | Клімат : Орланд | Клімат : Орланд | Клімат : Орланд | Клімат : Орланд | Клімат : Орланд | Клімат : Орланд | Клімат : Орланд |
| Показник                | Січ.            | Лют.            | Бер.            | Квіт.           | Трав.           | Черв.           | Лип.            | Серп.           | Вер.            | Жовт.           | Лист.           | Груд.           | Рік             |
| Абсолютний максимум, °C | 25,6            | 27,8            | 31,7            | 36,7            | 43,3            | 46,1            | 48,9            | 48,9            | 45,6            | 40,6            | 35,0            | 27,2            | 48,9            |
| Середній максимум, °C   | 12,3            | 15,5            | 18,6            | 22,7            | 27,6            | 32,3            | 35,9            | 35,1            | 31,9            | 25,9            | 18,2            | 12,7            | 24,1            |
| Середній мінімум, °C    | 2,6             | 4,3             | 5,8             | 7,9             | 11,6            | 15,2            | 16,9            | 15,7            | 13,8            | 10,0            | 5,6             | 2,7             | 9,3             |
| Абсолютний мінімум, °C  | −8,3            | −7,2            | −4,4            | −2,8            | 0,0             | −0,6            | 7,2             | 6,1             | 3,9             | −1,7            | −6,1            | −9,4            | −9,4            |
| Норма опадів, мм        | 103             | 87              | 68              | 33              | 19              | 9               | 1               | 3               | 9               | 27              | 59              | 89              | 507             |
| Днів з опадами          | 11              | 9               | 8               | 6               | 4               | 2               | 0               | 0               | 1               | 4               | 7               | 10              | 62,0            |
| ----------------------- | --------------- | --------------- | --------------- | --------------- | --------------- | --------------- | --------------- | --------------- | --------------- | --------------- | --------------- | --------------- | --------------- |
| Джерело: WRCC           |                 |                 |                 |                 |                 |                 |                 |                 |                 |                 |                 |                 |                 |

## Демографія
Згідно з переписом 2010 року, у місті мешкала 7291 особа в 2515 домогосподарствах у складі 1804 родин. Густота населення становила 947 осіб/км².  Було 2659 помешкань (346/км²).
Расовий склад населення:
| - 66,2 % — білих - 2,9 % — азіатів - 1,7 % — корінних американців - 0,5 % — чорних або афроамериканців - 25,1 % — осіб інших рас |

До двох чи більше рас належало 3,6 %. Частка іспаномовних становила 44,8 % від усіх жителів.
За віковим діапазоном населення розподілялося таким чином: 30,3 % — особи молодші 18 років, 57,9 % — особи у віці 18—64 років, 11,8 % — особи у віці 65 років та старші. Медіана віку мешканця становила 32,0 року. На 100 осіб жіночої статі у місті припадало 96,6 чоловіків;  на 100 жінок у віці від 18 років та старших — 92,1 чоловіків також старших 18 років.
Середній дохід на одне домашнє господарство  становив 45 744 долари США (медіана — 36 267), а середній дохід на одну сім'ю — 52 785 доларів (медіана — 39 602). Медіана доходів становила 32 212 долари для чоловіків та 31 915 доларів для жінок. За межею бідності перебувало 27,9 % осіб, у тому числі 35,3 % дітей у віці до 18 років та 9,1 % осіб у віці 65 років та старших.
Цивільне працевлаштоване населення становило 2750 осіб. Основні галузі зайнятості: освіта, охорона здоров'я та соціальна допомога — 27,5 %, мистецтво, розваги та відпочинок — 14,6 %, роздрібна торгівля — 11,9 %, виробництво — 9,9 %.